# Artoria maculatipes
Artoria maculatipes är en spindelart som först beskrevs av Roewer 1960.  Artoria maculatipes ingår i släktet Artoria och familjen vargspindlar.
Artens utbredningsområde är Namibia. Inga underarter finns listade i Catalogue of Life.